# 온누리호
온누리호는 한국해양연구원의 종합해양조사선이다. 세계 4번째의 6000m급 심해무인잠수정 해미래가 탑재되어 심해저 탐사작업을 수행한다. 작은 규모와 노후화로 인해 신규 해양조사선을 건조해야 한다는 주장이 나오고 있다.
최첨단 연구장비를 장착하여 국제적으로 인정받은 한국 유일의 종합 해양조사선이다. 태평양 심해저 광물자원 탐사와 남극해역 조사 등에 참여하였다. 온누리호는 러시아가 핵폐기물을 버린 동해의 러시아 경제수역내 투기해역과 가까운 해역에서 조사활동을 하기도 했다.